# فیانارانسوا (استان)
استان فیانارانسوا (به لاتین: Fianarantsoa Province) یک استان در ماداگاسکار است که در جنوبشرقی واقع شده‌است.

## خصوصیات
استان فیانارانسوا ۱۰۳٬۲۷۲ کیلومترمربع مساحت و ۳٬۳۶۶٬۲۹۱ نفر جمعیت دارد.